# شعوب بويبلو القديمة

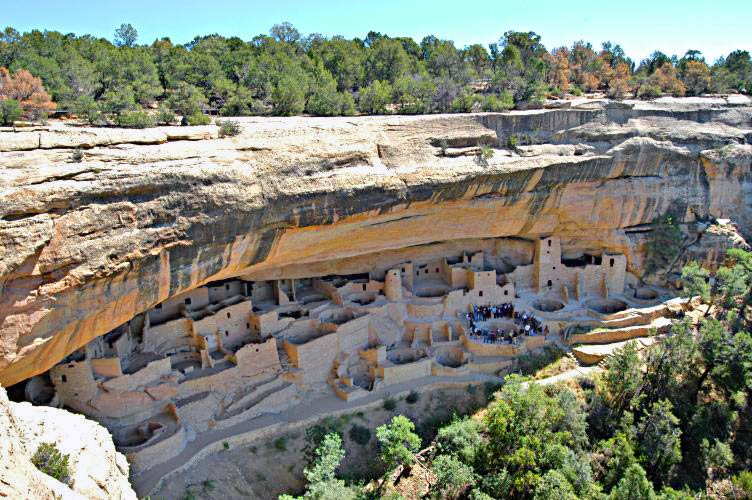
قصر في جرف لشعوب بويبلو القديمة

شعوب بويبلو القديمة هي شعوب أمريكية أصلية تركزت في ما يعرف الآن بمنطقة الأركان الأربع في الولايات المتحدة، التي تضم جنوب يوتا وشمال أريزونا وشمال غرب نيومكسيكو، وجنوب كولورادو. كانوا يعيشون في مجموعة من الهياكل، بما في ذلك منازل الحفر ومساكن محفورة في الأجراف، مصممة بحيث يمكن رفع سلالم الدخول خلال هجمات العدو، مما وفر لهم الأمن. يطلق علماء الآثار على إحدى تلك المجموعات الثقافية، أناسازي، وهو المصطلح الذي لا يقبله شعوب بويبلو المعاصرين. كلمة أناسازي تعني في لغة نافاجو «الرجال القدماء» أو «الأعداء القدامى».